# Hexathele maitaia
Hexathele maitaia är en spindelart som beskrevs av Forster 1968. Hexathele maitaia ingår i släktet Hexathele och familjen Hexathelidae. Inga underarter finns listade i Catalogue of Life.